# Béni Yenni
Béni Yenni é um distrito da província de Tizi Ouzou, no norte da Argélia. Em 2008, sua população era de 15 151 habitantes.